# ایلازی
ایلازی (به ایتالیایی: Illasi) یک کومونه در ایتالیا است که در استان ورونا واقع شده‌است. ایلازی ۲۵٫۰ کیلومتر مربع مساحت و ۵٬۱۱۲ نفر جمعیت دارد و ۱۵۷ متر بالاتر از سطح دریا واقع شده‌است.